# Santiago del Teide
Santiago del Teide è un comune spagnolo di 9 303 abitanti situato nella comunità autonoma delle Canarie.

## Origini
Agglomerato urbano fondato nel XVI secolo dai genovesi .

## Monumenti e luoghi d'interesse

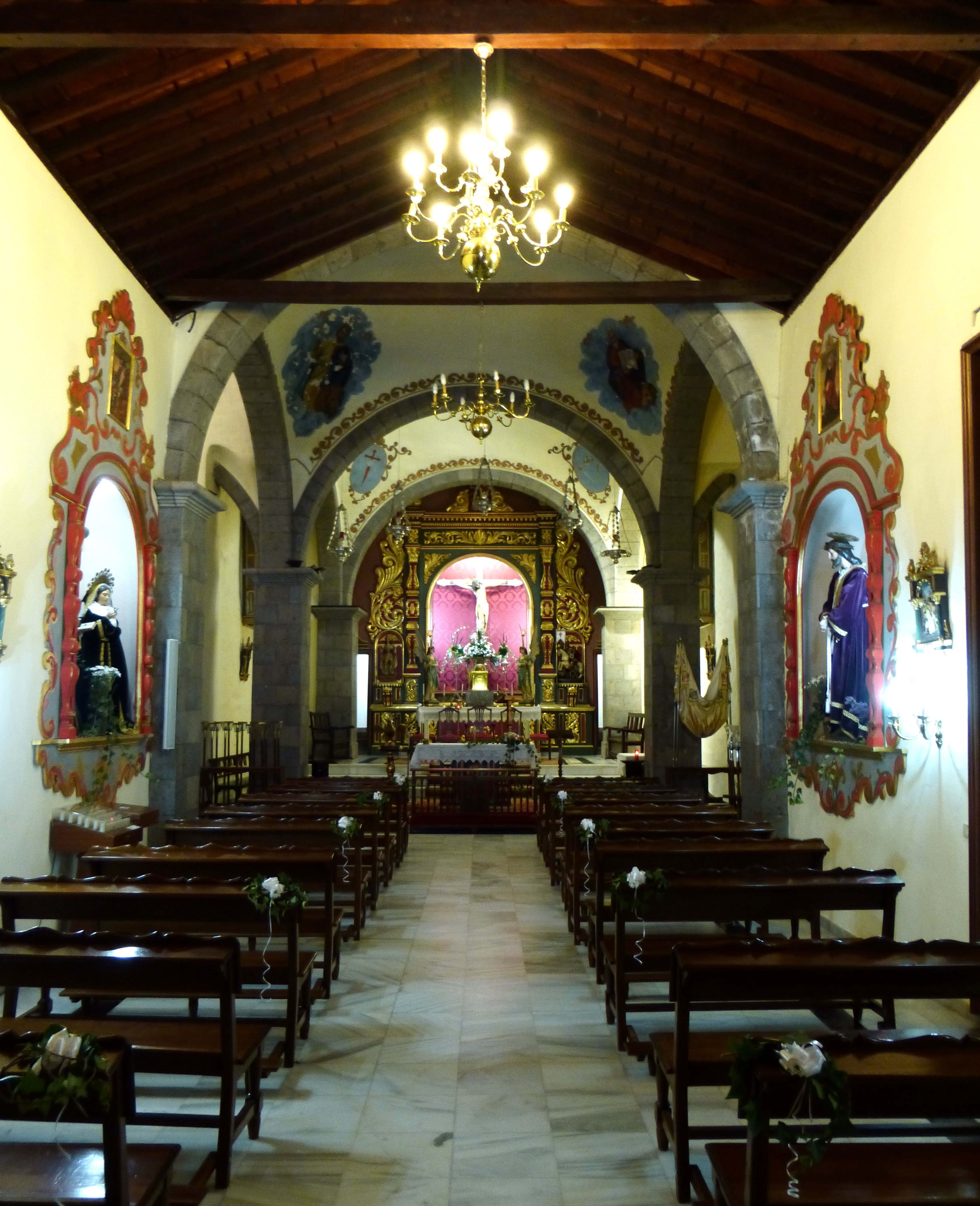
Iglesia de San Fernando Rey

- Vulcano Chinyero, che ha dato luogo all'ultima delle sei eruzioni storiche registrate a Tenerife. Il fenomeno eruttivo inizió il 18 novembre 1909 e duró dieci giorni.
- Casa del Patio, tipica casa padronale canaria costruita tra il 1665 e il 1668.
- Iglesia de San Fernando Rey (1679), che conserva immagini del XVIII secolo e possiede una cupola semicircolare.
- Mirador de Cherfe, belvedere da cui si può scorgere la valle situata fra le scogliere rocciose con vista su Masca, Pinar e il Teide.
- Mirador de Archipenque, da dove si possono ammirare le scogliere, il porto turistico e il villaggio di Acantilados de los Gigantes.
- Centro Alfarero y museo etnografico Cha Domitila, che mostra l'evoluzione dell'arte della ceramica.
- Acantilados de los Gigantes, dove si trovano scogliere a caduta verticale nell'oceano Atlantico.